# شهرستان ژویتس
شهرستان ژویتس (به لهستانی: Powiat Żywiec) یک شهرستان در لهستان است که در استان سیلسیان واقع شده‌است. شهرستان ژویتس ۱٬۰۳۹٫۹۶ کیلومتر مربع مساحت و ۱۴۹٬۴۹۲ نفر جمعیت دارد.